# Шукшеньга

Шукшеньга — река в России, протекает в Вологодской области, в Тотемском районе. Устье реки находится в 238 км по правому берегу реки Сухона. Длина реки составляет 23 км. В 7 км от устья по правому берегу в Шукшеньгу впадает река Комарица.
Исток реки расположен в заболоченных лесах в 33 км восточнее Тотьмы на границе с Бабушкинским районом. Шукшеньша течёт на север по лесистой, заболоченной, ненаселённой местности.

## Данные водного реестра
По данным государственного водного реестра России относится к Двинско-Печорскому бассейновому округу, водохозяйственный участок реки — Северная Двина от начала реки до впадения реки Вычегда, без рек Юг и Сухона (от истока до Кубенского гидроузла), речной подбассейн реки — Сухона. Речной бассейн реки — Северная Двина.
По данным геоинформационной системы водохозяйственного районирования территории РФ, подготовленной Федеральным агентством водных ресурсов:
- Код водного объекта в государственном водном реестре — 03020100312103000008725
- Код по гидрологической изученности (ГИ) — 103000872
- Код бассейна — 03.02.01.003
- Номер тома по ГИ — 03
- Выпуск по ГИ — 0